# Still Not Black Enough
Still Not Black Enough es el sexto álbum de estudio de la banda de heavy metal W.A.S.P., lanzado en junio de 1995. Inicialmente el disco fue pensado para ser una producción solista de Blackie Lawless, sin embargo, al igual que con The Crimson Idol, Lawless finalmente optó por lanzarlo como una producción de W.A.S.P.

## Lista de canciones
1. "Still Not Black Enough" – 4:02
2. "Somebody to Love" – 2:50
3. "Black Forever" – 3:17
4. "Scared To Death" – 5:02
5. "Goodbye America" – 4:46
6. "Keep Holding On" – 4:04
7. "Rock And Roll To Death" – 3:44
8. "Breathe" – 3:44
9. "I Can't" – 3:07
10. "No Way Out of Here" – 3:39

## Miembros
- Blackie Lawless - voz, coros, guitarra rítmica, solista y acústica, bajo, sitar eléctrico, piano, órgano y sintetizadores.
- Bob Kulick - guitarra solista
- Mark Joesphson - violín eléctrico
- Frankie Banali - batería
- Stet Howland - percusión adicional
- Tracey Whitney - coros
- K.C. Calloway - coros

## Sencillos
- «Black Forever»
- «Goodbye America»

- Datos: Q1081909